# Ectropis rufina
Ectropis rufina là một loài bướm đêm trong họ Geometridae.